# Teodoro Vanderstruck
Teodoro Vanderstruck (fl. XVIII secolo) è stato uno scultore fiammingo.

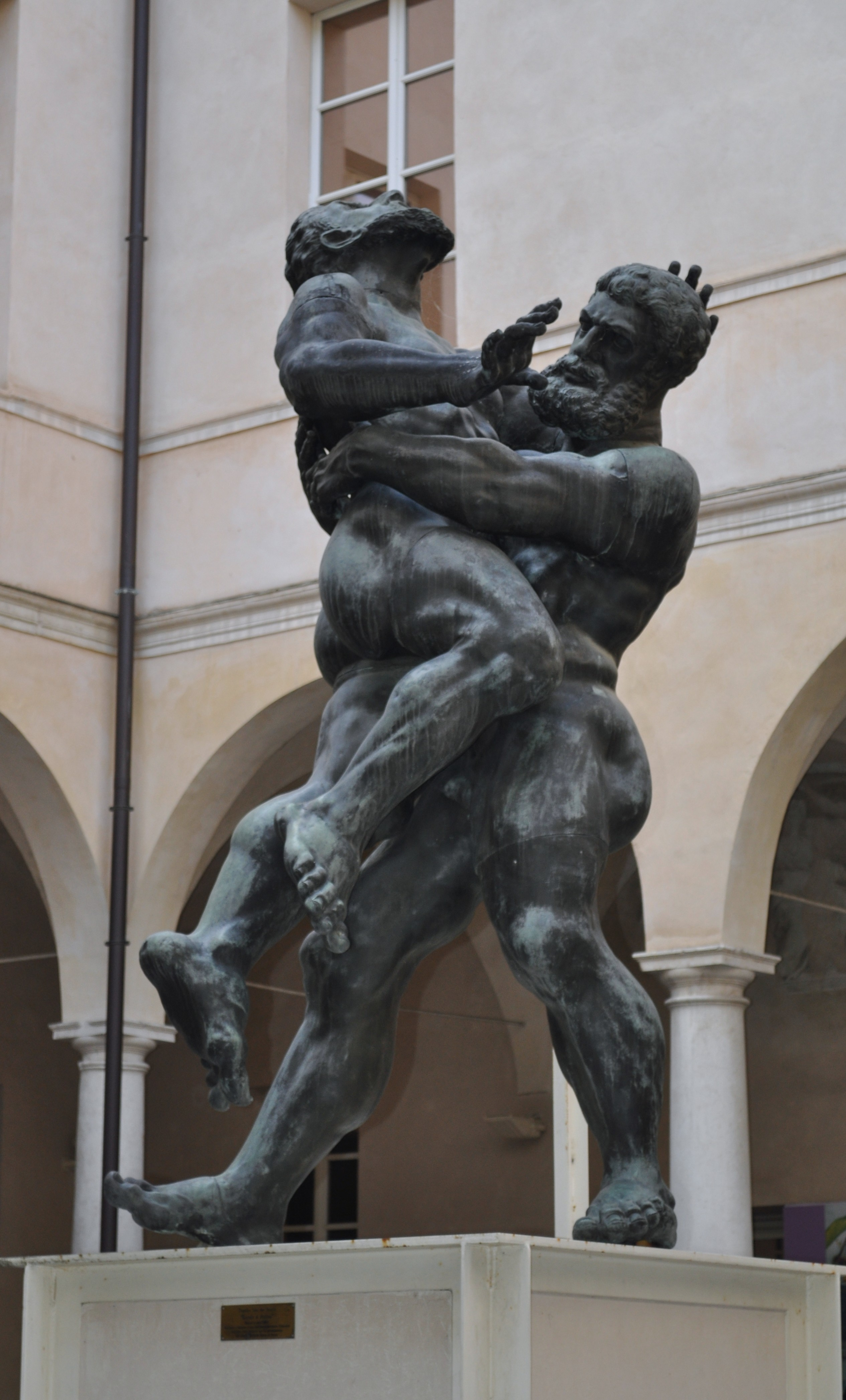
Il monumento a Ercole e Anteo nel cortile di palazzo Cusani a Parma

Lavorò a Parma alla corte del duca Ranuccio II Farnese. Gli viene attribuito il monumento a Ercole e Anteo, in rame, scolpito negli anni '80 del diciassettesimo secolo, che all'origine ornava, con diverse altre statue andate perdute, il Parco Ducale ed ora è posto nel cortile di Palazzo Cusani. Una copia è posta sul lato est del Palazzo del Comune.